# AGM-129 ACM
AGM-129 ACM (Advanced Cruise Missile) bila je slabo uočljiva, podzvučna krstareća raketa s turboventilatorskim pogonom, lansirana iz zraka, koju je izvorno dizajnirao i izradio General Dynamics, a na kraju kupio Raytheon Missile Systems. Prije povlačenja iz službe 2012., AGM-129A nosili su isključivo bombarderi B-52H Stratofortress američkih zračnih snaga.

## Dizajn, testiranje i početna proizvodnja
Godine 1983. General Dynamics Convair Division (GD/C) dobio je ugovor za razvoj AGM-129A (gubitnički dizajn bio je Senior Prom tvrtke Lockheed Corporation ). AGM-129A je uključivao oblikovanje tijela i krila zamašena prema naprijed kako bi se smanjio radarski presjek projektila. Usisnik zraka motora bio je u ravnini s donjom stranom projektila kako bi se dodatno poboljšao radarski presjek. Ispuh mlaznog motora bio je zaštićen repom i hlađen difuzorom kako bi se smanjio infracrveni potpis projektila. Kako bi se smanjila elektronička emisija iz projektila, radar korišten u AGM-86B zamijenjen je kombinacijom inercijalne navigacije i usklađivanja kontura terena (TERCOM) poboljšanog s vrlo preciznim ažuriranjem brzine koje pruža Lidar Doppler mjerač brzine.
Ove su promjene učinile AGM-129A težim za otkrivanje i omogućile su projektilu da leti na većoj visini. Noviji turboventilatorski motor Williams International F112-WR-100 povećao je domet za oko 50%. Noviji sustav navođenja, povećao je točnost do između 30 m (100 ft) i 90 m (300 ft).
AGM-129A, kao i AGM-86B, naoružan je nuklearnom bojevom glavom promjenjive snage W80-1.
Prva probna raketa poletjela je u srpnju 1985., a prve proizvodne rakete isporučene su američkim zračnim snagama 1987. Razvojni program doživio je probleme s 'kontrolom kvalitete' hardvera i neuspjehe pri testiranju. Program testiranja leta odvijao se tijekom razdoblja velikih napetosti između sindikata strojara i uprave GDC-a, sa štrajkom koji je trajao 3 tjedna 1987. Američki Kongres ukinuo je financiranje ACM programa 1989. godine. Problemi 'kvalitete' proizvodnje doveli su do toga da su američke zračne snage zaustavile isporuke projektila 1989. i 1991. godine. McDonnell Douglas je pozvan da se kvalificira kao drugi izvor za proizvodnju projektila. Početkom 1989. Sjedinjene Države zatražile su i dobile dopuštenje za testiranje AGM-129A u Kanadi.
Planovi su zahtijevali proizvodnju dovoljno projektila za zamjenu približno 1461 AGM-86B po stopi od 200 projektila godišnje nakon što je 1993. postignuta puna proizvodnja. U siječnju 1992. kraj Hladnog rata natjerao je američkog predsjednika Georgea HW Busha da objavi veliko smanjenje ukupne nabave ACM-a. Predsjednik je utvrdio da je potrebno samo 640 projektila. ACM program je kasnije još smanjen na 460 projektila. U kolovozu 1992. General Dynamics je prodao svoje poslovanje s projektilima tvrtki Hughes Aircraft Corporation. Pet godina kasnije, 1997., Hughes Aircraft Corporation prodala je svoje zrakoplovno-svemirsko i obrambeno poslovanje konačnom izvođaču proizvodnje Raytheonu.

## Varijante
- AGM-129A – Proizvedena 461 raketa.[1]
- AGM-129B – Oznaka je dodijeljena 1988. za modificirani projektil sa strukturnim i softverskim promjenama i opremljen drugačijom nuklearnom bojnom glavom.
- AGM-129C – Varijante konvencionalnih bojevih glava